# ブロディ・マクカラン
ブロディ・マクカラン（Brodi McCurran、1994年5月24日 - ）は、ジャパンラグビーリーグワンリコーブラックラムズ東京に所属するラグビーユニオン選手。

## プロフィール
- ニュージーランド出身[1]。
- ポジションはナンバーエイト(No8)。
- 身長 192 cm、体重 105 kg
- ニックネームはローイ[2]。
- 大工をしていたことがある[3]。
- 弟のニコラス・マクカランは東芝ブレイブルーパス東京に所属（ポジションはセンター(CTB)）。

## 略歴
5歳からラグビーを始めた。
ハミルトンボーイズ高校卒業後、2015年、帝京大学に入学する。
2018年、帝京大学ラグビー部の副将に就任した。
2019年、帝京大学卒業後、神戸製鋼コベルコスティーラーズ(現・コベルコ神戸製鋼スティーラーズ)に加入。
2020年2月2日にジャパンラグビートップリーグ第4節NTTドコモレッドハリケーンズ戦に先発出場で公式戦初出場を果たす。
2022年、リコーブラックラムズ東京に加入。